# Leonel Mena
Leonel Jonathan Mena Gutiérrez (* 23. September 1982 in Concepción) ist ein ehemaliger chilenischer Fußballspieler. Der Mittelfeldspieler wurde chilenischer Meister 2010.

## Karriere
Leonel Mena begann seine Karriere bei Fernández Vial, wo er von 2000 bis 2006 spielte. Anschließend wechselte er zu Universidad de Concepción, wo er 2008/09 die Copa Chile gewann. Während dieser Zeit wurde er zweimal verliehen: 2009 bis 2010 an Universidad Católica, das die Meisterschaft 2010 gewann, sowie 2011 bis 2012 an Unión Española. Nach seiner Rückkehr spielte er von 2012 bis 2014 für den CD Palestino. Es folgte ein kurzes Engagement bei Deportes Concepción in der Saison 2014/15. In den folgenden Jahren spielte er in den unteren Ligen Chiles, zunächst von 2016 bis 2017 für Lota Schwager und schließlich 2017 für Deportes Vallenar.

## Erfolge
Universidad de Concepción
- Chilenischer Pokalsieger: 2009

Universidad Católica
- Chilenischer Meister: 2010

Deportes Vallenar
- Chilenischer Drittligameister: 2017